# Restinga da Marambaia

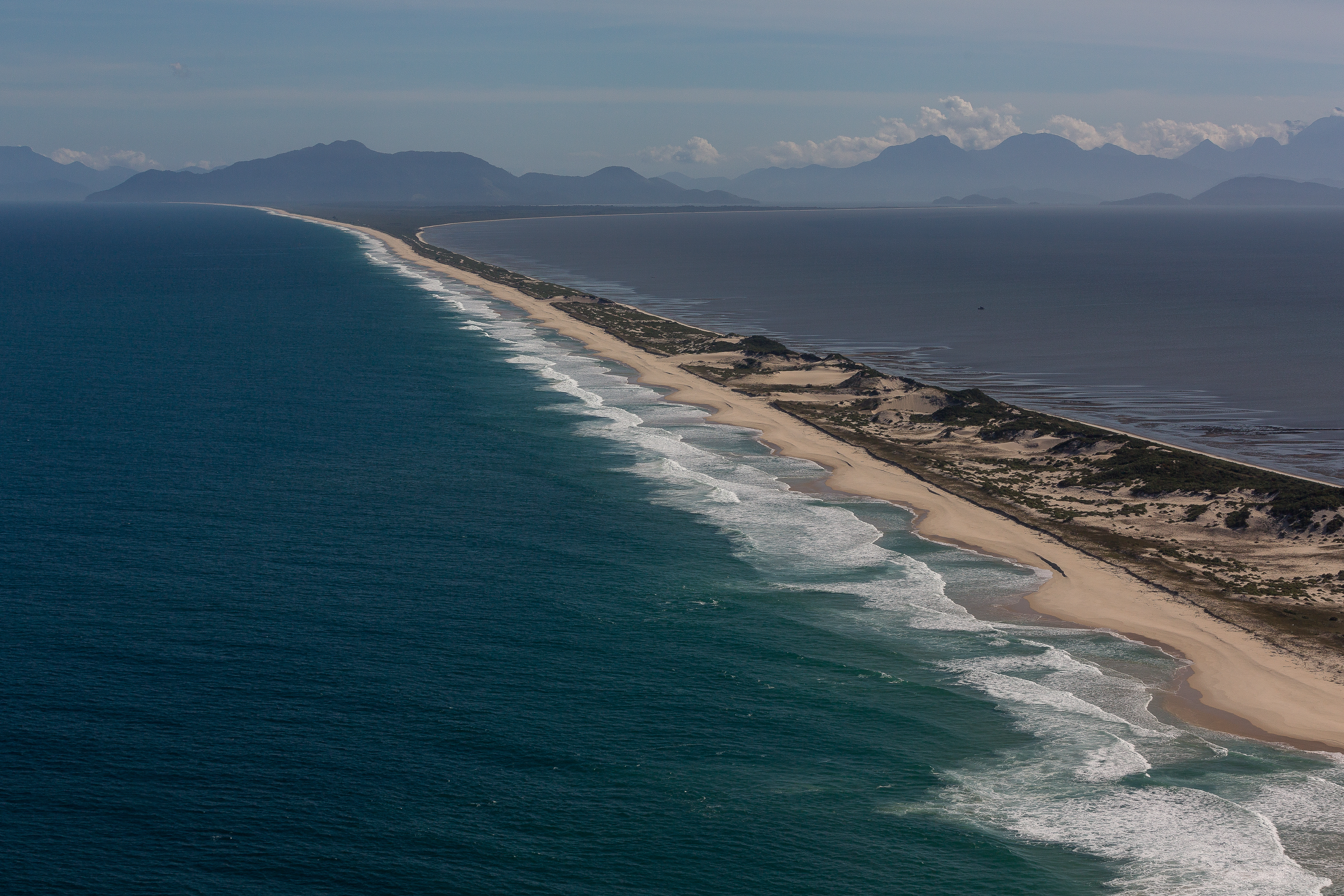
Vista aérea da Restinga da Marambaia

A Restinga da Marambaia é uma restinga e ilha pertencente aos municípios de Mangaratiba, Itaguaí e Rio de Janeiro, no estado do Rio de Janeiro, no Brasil. Faz parte da Costa Verde. A região é administrada pela Marinha do Brasil, Exército Brasileiro e pela Força Aérea Brasileira.
Suas praias têm acesso restrito por ser área militar. Contudo, por vezes, algumas excursões são feitas no local com fins educacionais e de pesquisa, por escolas e universidades. A navegação e pesca nas proximidades da restinga é proibida, por existir risco de acidentes devido à realização de testes de armamentos e munições.

## Etimologia
"Marambaia" é originário do termo tupi antigo kamarambaîa, que designa a planta camarambaia.

## História

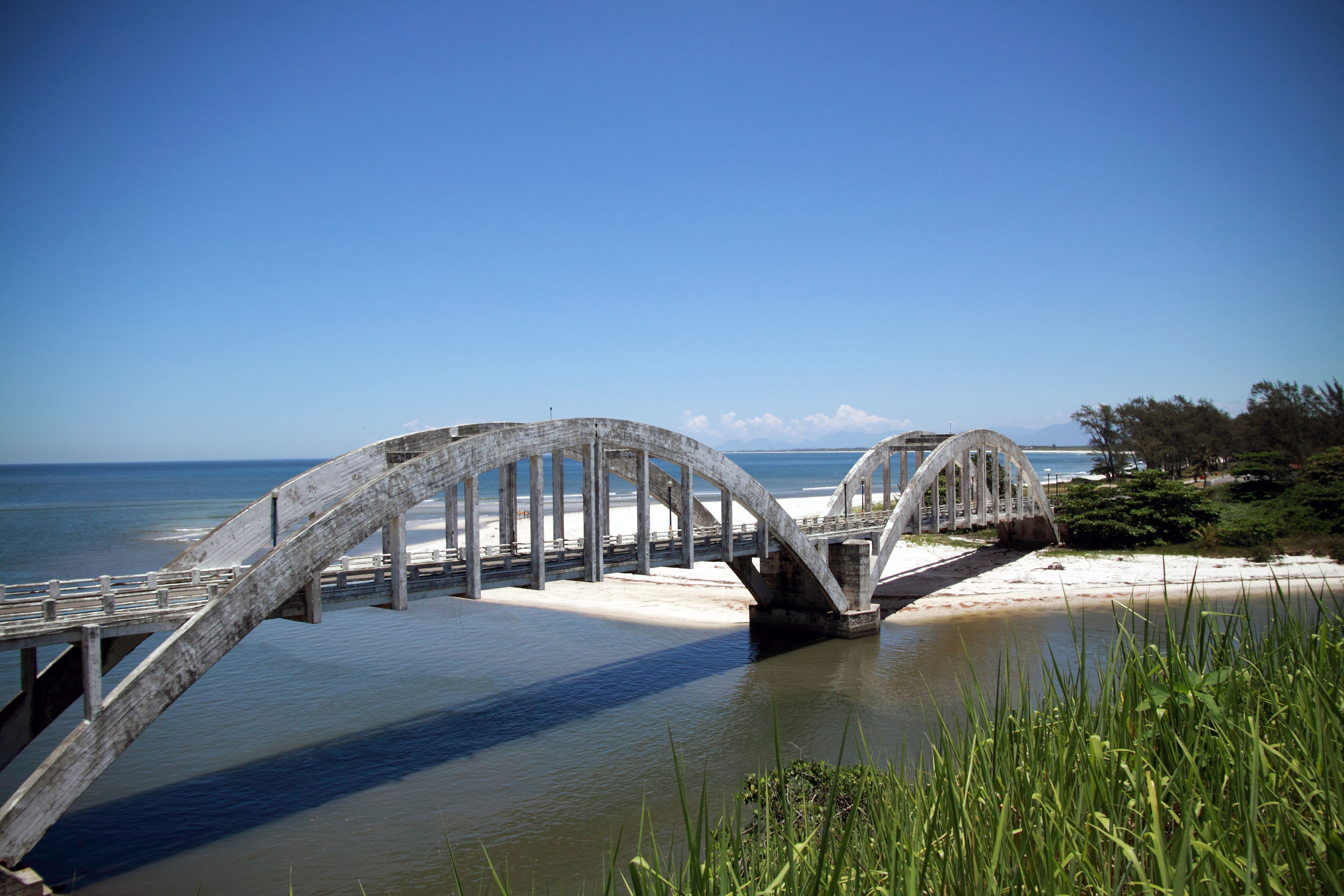
Ponte Velha da Marambaia, que liga a restinga à Barra de Guaratiba

O primeiro documento formal da posse de Marambaia foi registrado em 1856, em nome do comendador Breves, que veio a falecer em 1889, passando a região para sua viúva. A ilha passou para a Marinha do Brasil em 1908 e, nela, foi instalada a Escola de Aprendizes-Marinheiros em 16 de junho de 1908. Desde então, é utilizada ainda para exercícios militares e experimentos de armamentos (principalmente pelo Corpo de Fuzileiros Navais). Desde 1981, funciona, lá, o Centro de Adestramento da Ilha da Marambaia (CADIM).
Em 1943 iniciou-se a construção da Ponte Velha que liga o continente (antiga região de Guaratiba) à restinga, passando a funcionar na parte leste da mesma o então Polígono de Tiro da Marambaia, quartel este posteriormente denominado Campo de Provas da Marambaia a partir de 1948. Em 2004 passou a chamar-se Centro de Avaliações do Exército (CAEx).
No passado, a Marambaia foi usada para "engorda" dos negros trazidos da África, antes de serem vendidos. Com o fim da escravidão, ex-escravos e seus descendentes permaneceram no local, ocupando a terra de forma tradicional e trabalhando como pescadores artesanais. Na década de 1970, a ilha passou a ser usada como área de treinamento pelos fuzileiros navais, tendo surgido, a partir daí, os conflitos fundiários e a batalha judicial em torno da posse da ilha.

## Geografia
A região faz parte do território de três municípios do estado do Rio de Janeiro: Rio de Janeiro, Itaguaí e Mangaratiba. Possui, ao todo, 42 quilômetros de praias. Apresenta uma área total de 81 quilômetros quadrados e o seu ponto culminante é o pico da Marambaia, com 647 metros de altura. Separa-se do continente pelo canal do Bacalhau, em Barra de Guaratiba, no município do Rio de Janeiro e pela Baía de Sepetiba, entre os municípios do Rio de Janeiro, Itaguaí e Mangaratiba.
Segundo dados do Instituto Nacional de Meteorologia (INMET), referentes ao período de 1986 a 1998, a menor temperatura registrada em Marambaia foi de 6,7 °C em 14 de julho de 1988, e a maior atingiu 42,4 °C em 9 de setembro de 1997. De 1992 a 1998 o maior acumulado de precipitação em 24 horas foi de 149,9 milímetros (mm) em 27 de março de 1994, seguido por 126,9 mm em 5 de janeiro de 1992; fevereiro de 1996, com 336,1 mm, foi o mês de maior precipitação.
| Dados climatológicos para Marambaia | Dados climatológicos para Marambaia | Dados climatológicos para Marambaia | Dados climatológicos para Marambaia | Dados climatológicos para Marambaia | Dados climatológicos para Marambaia | Dados climatológicos para Marambaia | Dados climatológicos para Marambaia | Dados climatológicos para Marambaia | Dados climatológicos para Marambaia | Dados climatológicos para Marambaia | Dados climatológicos para Marambaia | Dados climatológicos para Marambaia | Dados climatológicos para Marambaia |
| Mês | Jan                                 | Fev                                 | Mar                                 | Abr                                 | Mai                                 | Jun                                 | Jul                                 | Ago                                 | Set                                 | Out                                 | Nov                                 | Dez                                 | Ano                                 |
| --- | ----------------------------------- | ----------------------------------- | ----------------------------------- | ----------------------------------- | ----------------------------------- | ----------------------------------- | ----------------------------------- | ----------------------------------- | ----------------------------------- | ----------------------------------- | ----------------------------------- | ----------------------------------- | ----------------------------------- |
| Temperatura máxima recorde (°C) | 40                                  | 40                                  | 38,4                                | 38,1                                | 35,9                                | 35,6                                | 35,2                                | 37,5                                | 42,4                                | 38,7                                | 39,8                                | 40,4                                | 42,4                                |
| Temperatura máxima média (°C) | -                                   | 32,2                                | 30,3                                | 29,3                                | -                                   | 26,6                                | 25,9                                | 26,1                                | 26,4                                | 27,4                                | 28,8                                | 30,7                                | -                                   |
| Temperatura mínima média (°C) | 22,5                                | 22,4                                | 22                                  | 21                                  | 18,7                                | 17,2                                | 16,7                                | 17,3                                | 17,5                                | 18,7                                | 20,1                                | 21,1                                | 19,6                                |
| Temperatura mínima recorde (°C) | 17,2                                | 16,1                                | 15,2                                | 14,2                                | 12,5                                | 9,4                                 | 6,7                                 | 11,2                                | 10,4                                | 12,2                                | 14                                  | 15,4                                | 6,7                                 |
| Fonte: Instituto Nacional de Meteorologia (INMET) (normal climatológica de 1981-2010; recordes de temperatura: 01/01/1986 a 30/09/1998) |                                     |                                     |                                     |                                     |                                     |                                     |                                     |                                     |                                     |                                     |                                     |                                     |                                     |